# Malopolsko

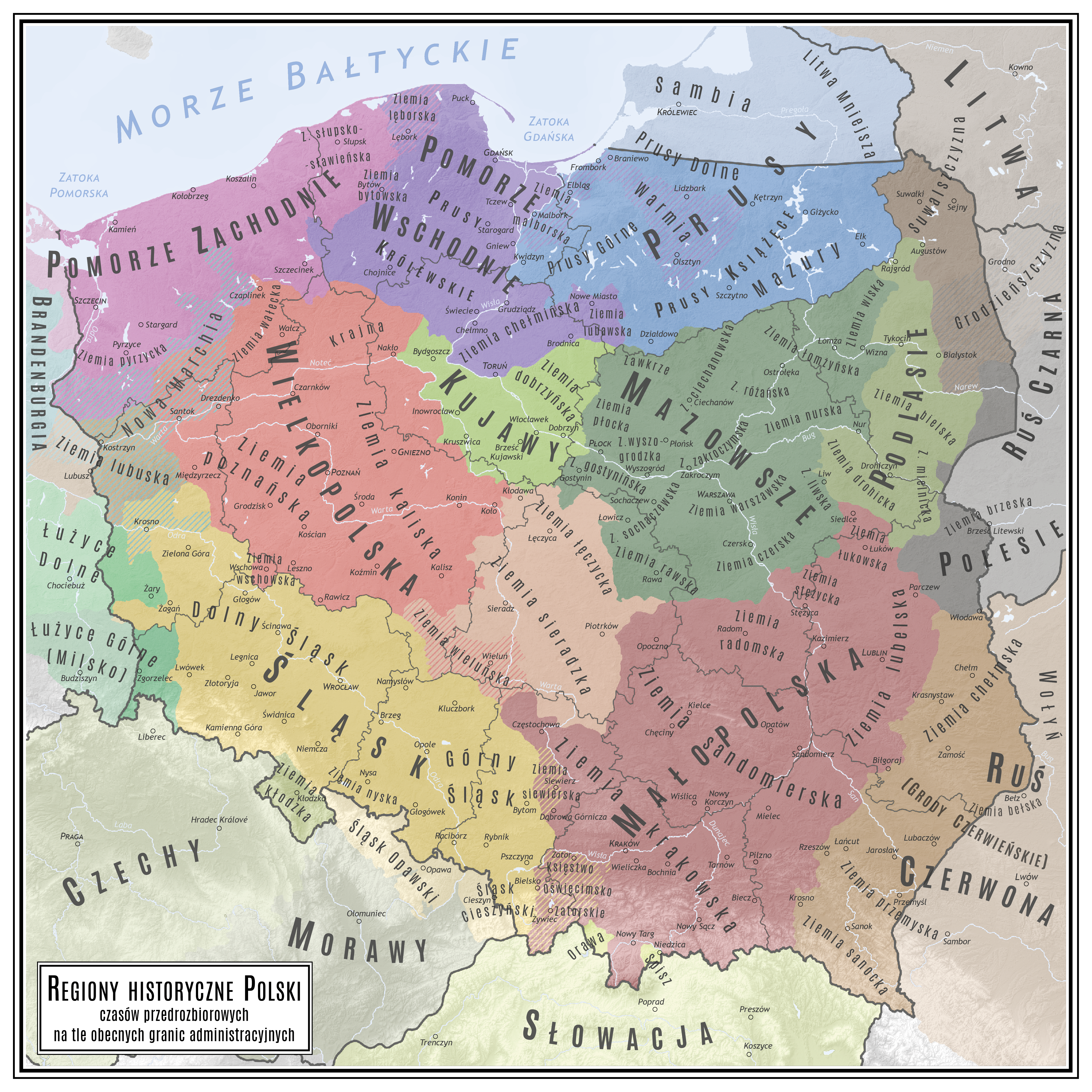
Malopolsko a další historické země Polska na pozadí moderních správních hranic

Malopolsko (polsky Małopolska; německy Kleinpolen; latinsky Polonia Minor) je historická země v jihovýchodním Polsku, východně od Slezska, Sieradska a Lenčicka, jižně od Mazovska a západně od Volyně a Haliče, rozdělená dnes mezi vojvodství Malopolské, Podkarpatské, Lublinské, Svatokřížské, Mazovské, Lodžské a Slezské. Její metropolí byl Krakov.
Původně se tato země dělila na Krakovsko a Sandoměřsko, z něhož se později vyčlenilo ještě Lublinské vojvodství (to se značně lišilo od toho současného). Po sloučení Polského království a Litevského velkoknížectví v roce 1569 (Lublinská unie) a vytvoření Rzeczpospolité k němu pak až do trojího dělení Polska byla administrativně připojena také většina polské části Ukrajiny – tato nově vytvořená velká provincie se jmenovala Malopolská; v jejím rámci tvořilo historické Malopolsko zhruba 1/8 rozlohy, avšak bylo nejlidnatější a hospodářsky nejbohatší. Po prvním dělení Polska (1772) byla v rakouském záboru jižní část původního Malopolska začleněna do nově vytvořené korunní země Království Haličské a Vladimiřské (latinsky Regnum Galiciae et Lodomeriae).

## Dějiny

### Středověk
Území Malopolska bylo od 6. století osídlováno Slovany. V 9. století na území Malopolska existovalo Vislanské knížectví, které se na krátko stalo součástí Velkomoravské říše a později Českého knížectví. V 10. století Malopolsko získali Piastovci a stalo se tak už natrvalo součástí polského státu. Během času se těžiště polského státu přesunulo z Velkopolska do Malopolska a hlavním městem se stal malopolský Krakov. V roce 1138 kníže Boleslav III. Křivoústý rozdělil Polsko mezi své syny, což dalo počátek feudálnímu rozdrobení Polska. Nejstarší představitel Piastovské dynastie byl tzv. seniorem (tedy hlavním knížetem Polska) a bezprostředně vládl v Malopolsku, které se stalo tzv. seniorální provincií, která vždy náležela seniorálnímu (hlavnímu) polskému knížeti. Ostatní části Polska (Slezsko, Velkopolsko, Mazovsko, Pomoří) byly rozděleny mezi ostatní syny Boleslava III., kteří podléhali seniorovi a během času tam docházelo k dalšímu dělení území mezi syny zesnulých polských knížat (největší rozdrobení postihlo Slezsko a Mazovsko). V roce 1320 původně kujavský kníže Vladislav I. Lokýtek sjednotil část rozdrobeného Polska (Malopolsko, Velkopolsko, Kujavsko), korunoval se králem a na území, které ovládal, vyhlásil vznik polského království s hlavním městem v Krakově.

### V Lublinské unii

Správní rozdělení Rzeczpospolité (Malopolská provincie) mezi lety 1598–1621

Své dominantní postavení Malopolsko ztratilo po vytvoření Republiky obou národů (I. Rzeczpospolité) v roce 1569: hlavním městem se stala Varšava a těžiště státu se přesunulo do Mazovska, i když část hlavních institucí zůstala v Krakově (korunovace) a v Hnězdně (arcibiskupství). Polská část Republiky obou národů se dělila na 2 hlavní provincie: Velkopolsko a Malopolsko. Malopolská provincie, se správním střediskem v Krakově, se skládala z 11 vojvodství a byla v polsko-litevském soustátí největší (452 000 km²). Zahrnovala kromě historického Malopolska celou jihovýchodní část Polska a také celou polskou Ukrajinu.
Během 1. dělení Polska v roce 1772 Habsburská říše zabrala jihozápadní část Malopolské provincie, která byla z historicko-právních důvodů nazvána Halič, resp. Haličsko-Vladimirské království (část krakovského vojvodství, sandoměřského vojvodství a celé ruské a belžské vojvodství). Během 2. dělení Polska v roce 1793 východní část Malopolské provincie zabrali Rusové a Prusko zabralo kousek západního Malopolska (Čenstochová). Během 3. dělení Polska v roce 1795 si zbytek Malopolské provincie mezi sebe rozdělilo Rusko a Rakousko. Téměř celé historické Malopolsko (to, které bylo součástí Polska před připojením Ukrajiny a které bylo obydleno pouze Poláky) se dostalo pod habsburskou nadvládu; pouze malý kousek na západě získalo také Prusko.

### Po rozdělení Polska
V roce 1807 Napoleon Bonaparte vytvořil polské Varšavské vévodství, ke kterému v roce 1809 připojil severní Malopolsko a jižní Mazovsko (dobově bylo celé to území nazýváno Západní Halič) poté, co je po vítězné válce páté koalice odebral Rakouskému císařství. V roce 1815 bylo Varšavské vévodství zlikvidováno a místo něj vytvořena Krakovská republika a Polské království (tzv. Kongresovka) spojené personální unií s Ruskem. V letech 1815–1846 tak bylo historické Malopolsko rozděleno mezi čtyři státy: Pruské království, Rakouské císařství, Polské království spojené s Ruskem a Krakovskou republiku (v případě dvou posledních šlo o polonezávislé polské státy). V roce 1831 po poraženém polském listopadovém povstání bylo Polské království fakticky připojeno k Rusku (formálně v roce 1864); v roce 1846 pak po prohraném polském krakovském povstání Habsburkové zabrali Krakovskou republiku, kterou připojili k Haličsko-Vladimirskému království.
V roce 1918 Malopolsko spoluvytvořilo Druhou Polskou republiku (II. Rcezpospolitou), avšak jako země ve svých starých hranicích už obnoveno nebylo. Během 2. světové války bylo krátkodobě okupováno nacistickým Německem (1939–1945), které jej začlenilo do tzv. Generálního gouvernementu.